# Axel Thue

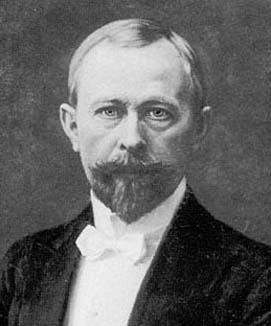
Axel Thue

Axel Thue (Tønsberg, 19 februari 1863 – Oslo, 7 maart 1922) was een Noors wiskundige, die bekendstaat voor zijn originele werk op het gebied van de diofantische benaderingen en de combinatoriek.
In 1909 formuleerde hij de stelling van Thue, die zegt dat voor elk algebraïsch getal a met graad n > 1 en voor elke k > 2 bestaat er een c > 0 die van a en k afhangt, zodat 
{\displaystyle \left|a-{\frac {p}{q}}\right|>{\frac {c}{q^{k}}}}
voor alle rationale getallen pq met q > 0. Een bewijs kwam van Alan Baker.
Ook in 1909 bestudeerde hij de vergelijking van Thue
{\displaystyle a_{0}x^{n}+a_{1}x^{n-1}y+a_{2}x^{n-2}y^{2}+...+a_{n}y^{n}=m}
Hij bewees dat die vergelijking voor n ≥ 3 een eindig aantal oplossingen heeft met gehele getallen. Voor n = 2 zijn er wel oneindig veel oplossingen, de zogenaamde vergelijking van Pell.
Zijn enige bekende promovendus was Thoralf Skolem.